# Barlavento

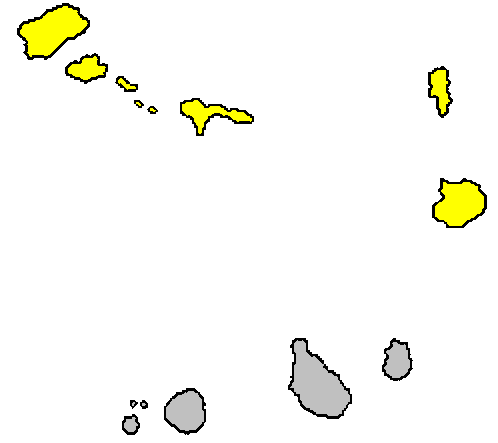
Barlaventoöarna i gult.

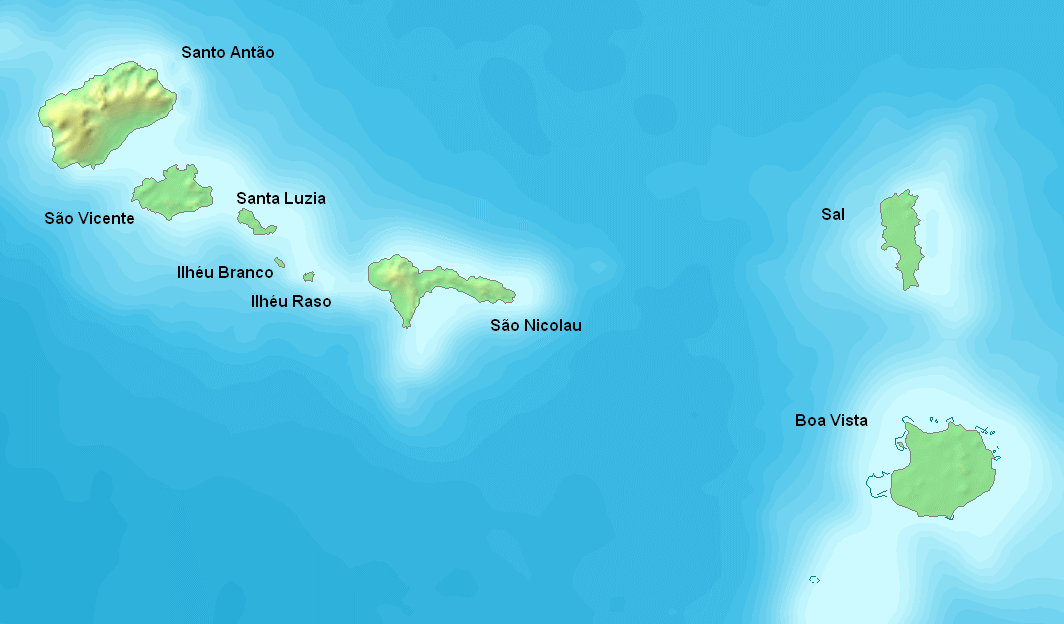
Barlaventoöarna

Barlavento, (bokstavligen: Lovart och lä, öarna i lovart), är den norra ögruppen i Kap Verdes arkipelag. Den kan delas upp i två större ögrupper. Det är de två undergrupperna:
- De västra öarna Santo Antão, São Vicente, São Nicolau, Santa Luzia och de mindre, obebodda öarna Branco och Raso som är bergiga, vulkaniska, bördiga öar, samt även några små holmar.
- De östra öarna Sal och Boa Vista som är platta, ökenöar med en ekonomi som baseras på salt och numera på turism. De har mer gemensamt med den södra ögruppen Sotaventos ö Maio.